# Усадьба Поливанова
Уса́дьба Полива́нова — деревянный дом 1823 года постройки, часть бывшей усадьбы поручика Александра Поливанова. Расположен в Денежном переулке района Хамовники в Москве. Боковой фасад здания выходит на Глазовский переулок. С 1960-х годов особняк имеет статус объекта культурного наследия федерального значения, является одним из немногих сохранившихся памятников московского деревянного ампира.
В начале 2000-х годов здание стало объектом долгого имущественного спора между столичными и федеральными властями. Арбитражный суд признал недействительным договор между Москвой и компанией-арендатором, оплатившим комплексную реставрацию особняка. Ей также выписали штраф за ненадлежащее использование памятника культуры. В 2012 году дом Поливанова был передан в ведение Министерства культуры России и сдан в аренду на 45 лет Фонду социально-правовой защиты отечественного архитектурного наследия. С 2017-го здание используется как театральная площадка.

## История

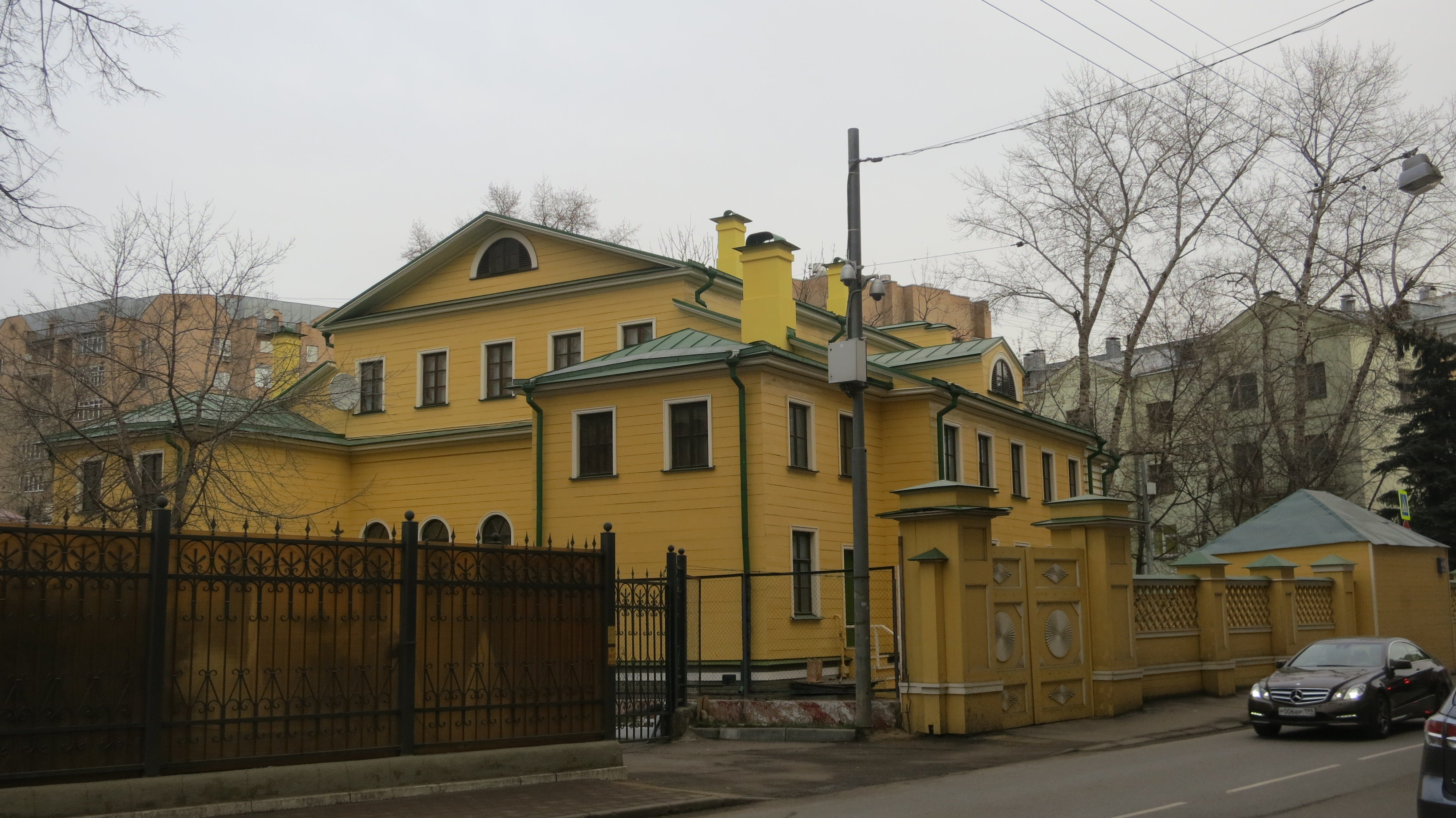
Вид на особняк со стороны Глазовского переулка, 2015 год

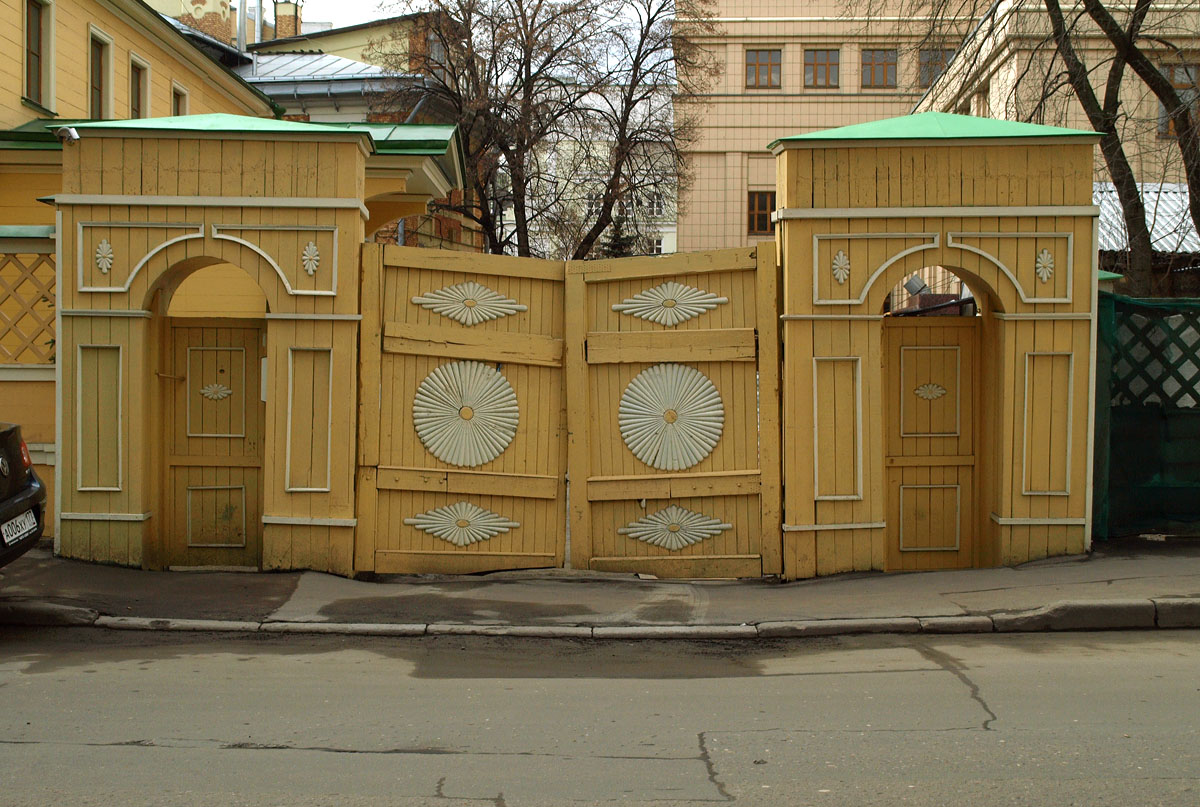
Усадебные ворота, 2008 год

История земельного владения современного дома Поливанова прослеживается до конца XVIII века, когда оно принадлежало отставному поручику Михаилу Ивановичу Арсеньеву. От него усадьбу унаследовал гвардии прапорщик Михаил Михайлович Арсеньев. В архивах за 1806 год впервые встречается план участка, на котором отмечены господский дом и восемь хозяйственных зданий. В том же году усадьбу выкупил Василий Григорьевич Кузнецов, имевший статус «вечно цехового» ремесленника и право работать под собственной вывеской. Застройка Денежного переулка была уничтожена пожаром 1812 года, район несколько лет представлял собой «обгорелую, пустопорожнюю землю».
В 1823-м кавалергард Александр Константинович Поливанов купил бывший двор Кузнецова. О новом владельце сохранилось немного сведений: известно, что он родился 18 августа 1784 года, был произведён в корнеты в 1806-м, в 1806—1807 годах участвовал в битве при Прейсиш-Эйлау, был награждён орденом Святого Георгия 4-й степени. Эскадрон полка Поливанова захватил первый трофей в войне с Наполеоном — навершие знамени в виде орла, принадлежавшее 2-му батальону 18-го полка французского войска. 2 февраля 1809 года вышел в отставку, вскоре занял пост предводителя дворянства Покровского уезда. Был женат на Татьяне Михайловне, в девичестве — Губиной, у супругов было четверо детей. Скончался 18 октября 1845 года.
Согласно архивам квартального надзирателя, проект новой усадьбы был «сочинён вследствие запроса квартирной экспедиции от 15-го января 1823 года в чертёжной комиссии 1-го отделения того ж января 22 дня». Деревянный особняк Поливанова установили на каменный фундамент, оставшийся от дома Арсеньевых. В усадебный комплекс входили также флигель, служебные постройки и ограда с въездными воротами.
С 1831 по 1835 год усадьбу арендовала поручица Агафья Кроткова, с 1835 по 1837 год — Степан Жихарев. Он был одним из создателей литературного кружка «Арзамас», членом которого являлся Александр Пушкин. К концу XIX века всё имение и соседний дом № 11 приобрёл московский купец Пётр Андреевич Панов. Последней хозяйкой стала его дочь Елизавета Горожанкина, которая проживала в доме Поливанова до 1917 года.
После Революции 1917 года усадьба была национализирована и передана в жилой фонд под коммунальные квартиры. Позже в особняке располагалась детская библиотека, а в годы Великой Отечественной войны — Всесоюзная школа связистов. В 1951—1954 годах усадьбу отреставрировали, в этот период по типовым чертежам XIX века были воссозданы ограда и ворота.
В конце 1960-х годов сгорел усадебный флигель. В 1977-м в усадьбе снимались эпизоды сериала «Хождение по мукам», для этого дом был отремонтирован и перекрашен в светло-зелёный цвет. С 1974 года в здании находился Всероссийский шахматный клуб, с 1996-го — офис Ассоциации шахматных федераций. У этого арендатора здание дважды горело — первый раз незадолго до московской Олимпиады 1980 года.

## Современность

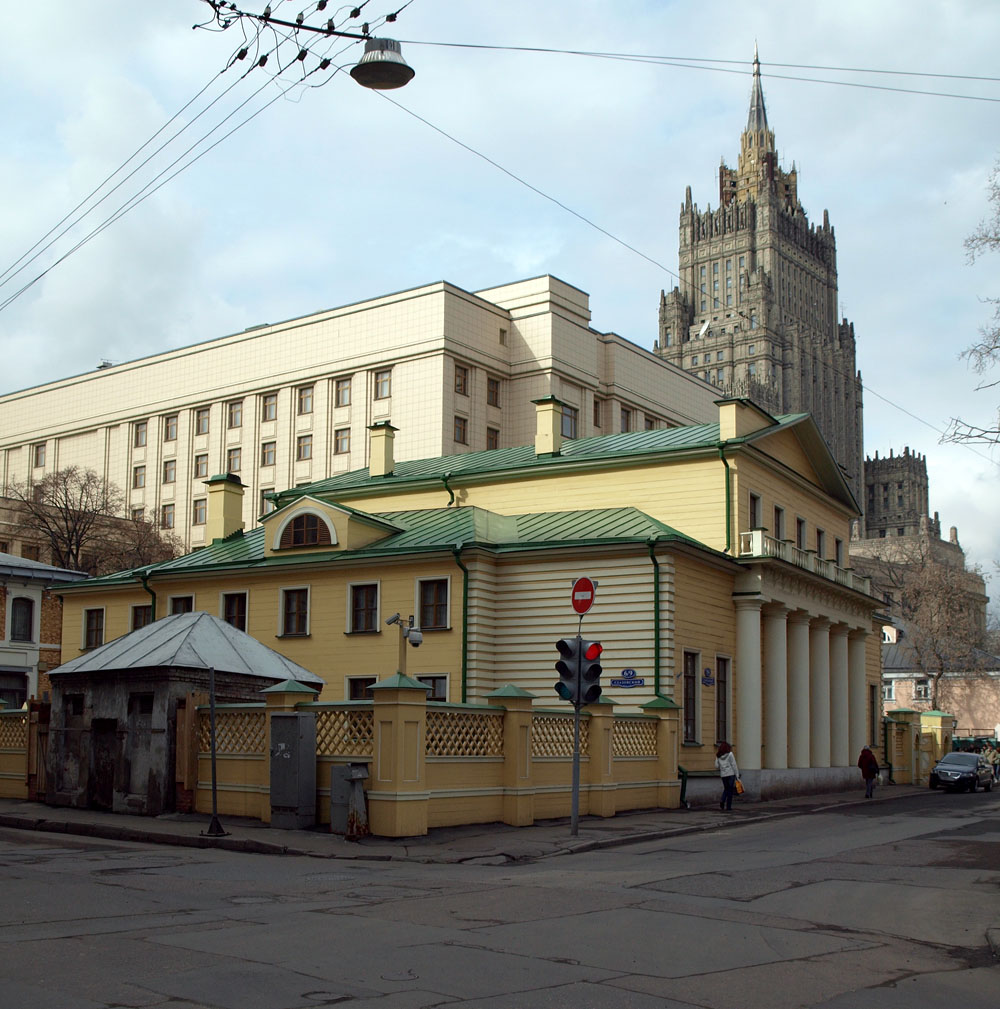
Дом Поливанова на фоне здания Министерства иностранных дел, 2008 год

В январе 2001 года из-за короткого замыкания в особняке произошёл очередной пожар. Дополнительный урон нанесло тушение водой, повредившее древесину. Здание пришло в негодность, большая часть интерьеров была уничтожена, в мэрии стали обсуждать возможность сноса.
Когда случился пожар, там был только один сторож, никого больше. Такое ощущение, что здание даже не использовалось. <...> Если поднимать старые документы, то становится ясно, что тушение пожара началось только после того, как возникла опасность перехода огня на соседние посольства. А так можно было бы предположить, что пожар и не случайный. Здание уже в 2001 году было в нелучшем состоянии, а земля под ним очень дорогая.«Независимая газета», 18 января 2008 года
В 2003 году городское правительство передало дом «НТЦ Энергосистемы» в аренду сроком на 15 лет. Согласно договору, новый владелец должен был за свой счёт полностью отреставрировать здание, однако ещё три года оно продолжало находиться в запустении. В 2004-м движение «Москва, которой нет» провело акцию «Спасти дом Поливанова», призванную привлечь внимание властей и широкой общественности к судьбе памятника культуры. Активисты установили специальный информационный щит об истории здания, начали сбор подписей под открытым письмом к правительству и организовали экскурсии, на которых рассказывали об истории здания и его культурной ценности.
Акция оказалась успешной: в 2004 году «НТЦ Энергосистемы» выделило 6 млн долларов США (свыше 140 млн рублей) на реставрацию особняка, ещё 29 млн рублей были взяты в кредит. Москомнаследие согласовало проект и разработало рекомендации для специалистов:
Мы не могли нарушить главное условие — дом должен был остаться деревянным. Для замены мы искали старые срубы по всей России, подходящие нашли в Ярославской и Ивановской областях. Оборудовали систему контроля вентиляции и влажности — памятник сохранится для потомков на долгие годы.Олег Цалабенок, руководитель проекта реставрации
Исторический интерьер восстанавливали по отдельным фрагментам: благодаря найденным при разборе частицам паркета, лепнины и искусственного мрамора колонн удалось воссоздать весь рисунок отделки. После нескольких пожаров и самовольных ремонтов из оригинальных предметов интерьера остались только печи.
Практически одновременно с началом реставрации, в 2004 году в Арбитражном суде началось разбирательство имущественного спора: федеральное Агентство по управлению и использованию памятников истории и культуры требовало признать здание государственной, а не столичной собственностью. На стороне истца выступала Ассоциация шахматных федераций, которая занимала дом Поливанова в момент последнего пожара. В результате многолетней тяжбы и серии опротестованных постановлений суда договор между действующим арендатором «НТЦ Энергосистемы», финансирующим реставрацию здания, и столичными властями был признан недействительным. В мае 2009-го суд принял окончательное решение и признал дом Поливанова федеральной собственностью, а арендатору предписал освободить здание.
По решению арбитражного суда от 2012 года здание передано в собственность Агентству по управлению и использованию памятников истории и культуры Минкульта России, которое на правах аренды предоставляет его Фонду социально-правовой защиты отечественного архитектурного наследия. В 2017-м в особняке начали проводить иммерсивные спектакли.
Главная цель <...> — популяризация памятников архитектуры. <...> Решили, что лучший способ — превращение дома в театр, где оживают новым смыслом практически все помещения. И потом — надо зарабатывать на следующий этап проекта — восстановление флигеля.Наталья Залюбовская, президент Фонда социально-правовой защиты отечественного архитектурного наследия

## Архитектура
Особняк Поливанова интересен как один из немногих сохранившихся образцов деревянной застройки начала XIX века. С красной линии переулка здание кажется одноэтажным, хотя с учётом мезонина и подвала имеет три уровня. Подобная планировка часто использовалась в послепожарной Москве: чтобы стимулировать горожан строить новые дома из камня, власти повысили налог на деревянные здания выше одного этажа. Мезонин и мансарды официально жилыми помещениями не считались, поэтому дополнительными выплатами не облагались.
Снаружи дом Поливанова был оформлен по одному из «образцовых фасадов» Экспедиции кремлёвского строения, которую возглавлял архитектор Осип Бове. Это ведомство занималось восстановлением Москвы после пожара 1812 года и разработало серию типовых проектов, которыми надлежало пользоваться всем застройщикам. Особняк Поливанова стоит на фундаменте XVII века. Высокий цоколь сложен из белого камня, стены обшиты тёсом, под первым этажом расположен подвал. Древесина фасадов, в том числе колонны, обработаны и окрашены таким образом, что внешне воспринимаются как каменные. От других типовых проектов дом отличается отсутствием лепнины, в качестве украшения использован только ленточный руст, центральную часть выделяет лаконичная группа из шести колонн тосканского ордера под треугольным фронтоном. Более насыщенно оформлены ограда и въездные ворота — они декорированы резьбой и солярными символами.
Интерьеры здания были решены в стиле позднего классицизма: в парадных залах потолки декорированы лепниной, на полах лежал паркет со сложными узорами, печи покрыты изразцами. Стены и парные колонны отделаны искусственным мрамором, двери украшены филёнками. От большого и малого залов две лестницы поднимаются на антресоль, где во время музыкальных вечеров играл оркестр. Благодаря сквозной планировке его игру было одинаково хорошо слышно в обоих помещениях.